# Emmering (Ebersberg járás)
Emmering település Németországban, azon belül Bajorországban. Lakosainak száma 1505 fő (2023. december 31.). Emmering Aßling, Frauenneuharting, Tuntenhausen, Rotter Forst-Nord, Rott am Inn és Pfaffing községekkel határos.

## Népesség
A település népessége az elmúlt években az alábbi módon változott:
| Lakosok száma | 694  | 1523 | 1150 | 1205 | 1455 | 1501 | 1527 | 1537 | 1493 | 1505 |
|               | 1875 | 1950 | 1975 | 1987 | 2012 | 2014 | 2016 | 2017 | 2021 | 2023 |